# Madona de Krumlov
La Madona de Krumlov (en checo: Krumlovská madona) es una escultura de la Virgen María con el Niño Jesús. Recibe el nombre de Madona de Krumlov por haber estado ubicada en la ciudad de Český Krumlov, al sur de Bohemia, hasta 1913, siendo adquirida y transferida con posterioridad a la colección del Museo de Historia del Arte de Viena, donde se conserva actualmente.
El autor de la obra es un artista desconocido, denominado por los historiadores el Maestro de la Bella Madona de Krumlov, quien probablemente fue muy activo en Praga. La talla constituye uno de los ejemplos más destacados de las imágenes marianas encuadradas en el género de las bellas Madonas, un tipo de escultura surgido hacia 1400 el cual tuvo presencia en casi toda Europa.

## Historia
La primera mención a la escultura se remonta a 1400, cuando la estatua se encontraba en la capilla del Castillo de Český Krumlov. La imagen fue descubierta en 1910 en una residencia privada en la ciudad, lugar donde supuestamente habría permanecido guardada desde 1803, tras la disolución del monasterio cisterciense de Zlatá Koruna en 1785. Las negociaciones del estado austriaco con el propietario de la escultura para su compra se prolongaron hasta 1913, siendo la talla adquirida finalmente por 30 000 coronas y transferida en 1922 a la colección del Museo de Historia del Arte de Viena, donde se exhibe desde 2013 en la sala 36.

## Descripción
La Madona de Krumlov es una estatua de 112 centímetros de altura realizada de piedra caliza y originalmente policromada, conservándose en la actualidad algunos restos de pintura, principalmente tonos blancos y dorados. La Virgen es mostrada como una mujer joven y hermosa, con rasgos delicados, frente despejada, ojos muy abiertos, nariz larga y fina, mejillas ligeramente planas y labios pequeños. La cabeza, con un cabello compuesto por delicados rizos, está cubierta con un velo sobre el que se halla una corona parcialmente conservada. La postura de María se asemeja a la pose clásica de este género artístico; la Virgen se apoya en la pierna derecha mientras que la izquierda está doblada ligeramente hacia delante. Como resultado, la cabeza y el cuerpo se doblan hacia el lado opuesto y la escultura adquiere sensación de movimiento, todo ello en un claro contrapposto. La túnica, visible al nivel del torso y pegada al cuerpo, está prácticamente cubierta por un manto, el cual casi se confunde con la túnica en la parte superior, adquiriendo en las demás zonas una serie de pliegues caracterizados por seguir un patrón de profundos claroscuros. Las partes del manto sostenidas por María adquieren en ambos lados una caída en cascada, con los pliegues tomando una forma arqueada, muy similar a las dobleces presentes en la parte inferior de la figura. En la zona superior, el manto está sujeto por un broche cuatrifolio fragmentado y dorado, pudiendo apreciarse en su superficie cinco agujeros en forma de cruz.
El Niño Jesús figura desnudo, sentado y apoyado en su hombro izquierdo, mirando en la misma dirección que su madre. El cuerpo destaca por ser bastante rechoncho, lo que queda ilustrado de manera sutil y sugerente por las protuberancias observables entre los dedos de la mano izquierda de María, teniendo además el vientre levemente realzado, las mejillas abultadas, la barbilla diminuta, la frente amplia y los ojos y la boca pequeños. Su nivel de conservación es considerablemente peor que el de la figura de María, ya que a excepción de la pierna izquierda, hay grandes defectos presentes en las extremidades: ausencia de la pierna derecha, la mano derecha y el brazo izquierdo.

## Análisis
Pese a los daños sufridos, a día de hoy se conoce cómo era la composición original de la obra gracias a la existencia de otras esculturas fechadas en los siglos xiv y xv encuadradas en el mismo género artístico. El Niño Jesús sujetaba una manzana en su mano derecha, elemento indispensable dentro de la corriente de las bellas Madonas. Este hecho queda evidenciado por mirar tanto María como Jesús en la misma dirección, donde debía estar situada la manzana, la cual representaba aquí un punto de referencia ideológico, independientemente de los gestos o la actitud que ambas figuras tuviesen: si María daba la fruta a su hijo (Madonas de Toruń y Breslavia); si el Niño jugaba con ella (Madona de Sternberg); o si este la levantaba ligeramente (Madona de Altenmarkt). La manzana constituye una alusión al Génesis y, concretamente, al fruto prohibido que probaron Adán y Eva cuando cometieron el pecado original. En el contexto de las imágenes de María y Jesús, el fruto adquiere una nueva dimensión, de carácter eminentemente soteriológico, la cual ilustra el sacrificio de Cristo, quien redimirá al mundo de sus pecados. En la Edad Media era común la interpretación de Jesús como el Nuevo Adán y de María como la Nueva Eva, siendo las bellas Madonas una especie de vehículo difusor de este pensamiento.
La delicadeza y la suavidad, la estilización y la idealización, así como el refinamiento y la elegancia que caracterizan a la Madona de Krumlov, son las principales cualidades que definen a casi todas las bellas Madonas góticas, las cuales conforman un grupo de imágenes realizadas en piedra (por lo general caliza) y con una altura que frecuentemente alcanza poco más de un metro. Estas obras estaban destinadas en su mayoría al culto devocional individual, sobre todo entre la élite de la corte de la época. Sumado a esto, se crearon muchas otras figuras de la Virgen con el Niño las cuales son encuadradas en el género de las bellas Madonas pese a estar realizadas en un material distinto (principalmente madera) o a tener una función diferente (por ejemplo su veneración como parte de un grupo escultórico integrado en un retablo), siendo la Madona de Krużlowa uno de los casos más llamativos.
La historiografía artística deja constancia de un largo debate acerca de la procedencia no solo de la Madona de Krumlov, sino de todas las bellas Madonas, afectando este debate también a los orígenes estilísticos de estas esculturas, con la de Krumlov constituyendo un ejemplo destacado. Casi al mismo tiempo en que se producían estas figuras aparecieron estilos artísticos similares en varias partes de Europa, desde Francia (principalmente París) hasta la República Checa con Moravia y Silesia (sobre todo Praga, Olomouc y Breslavia), Austria con Salzburgo, y Prusia con Toruń, llegando estas tendencias también a países vecinos, incluido el sur de los Alpes. Posteriormente, entre los expertos empezó a formarse un consenso que apuntaba a Praga como el centro artístico más importante de estas obras, siendo probable que desde allí se exportasen las piezas o que los propios artistas viajasen a otras provincias o países.
En Praga no se conserva ninguna bella Madona, aunque gracias a fuentes bibliográficas y a labores de investigación se conoce que existieron muchas estatuas de este tipo las cuales resultaron destruidas durante las guerras husitas. Probablemente una de ellas se hallaba en el presbiterio de la Catedral de San Vito, tal y como lo demuestra una ménsula con las figuras de Adán y Eva bajo el árbol del conocimiento. Así mismo, se conservan imágenes artísticas de alto nivel en las cercanías de Český Krumlov (en la iglesia agustina de Trzeboni y en la Iglesia de la Santísima Virgen María en Vimperk), en la parte occidental del país (principalmente en la Iglesia de la Asunción de la Santísima Virgen María y Santa María Magdalena, en Chlum Svaté Maří, y en la Catedral de San Bartolomé, donde se custodia la Madona de Pilsen) y en Moravia (Madona de Sternberg) y Silesia (Madona de Breslavia).
La importancia de Salzburgo en el desarrollo de este estilo alrededor de 1400 fue considerable, existiendo a día de hoy varias Madonas de este tipo en la ciudad y alrededores, incluyendo la ubicada en la iglesia de Irrsdorf (fechada hacia 1380) y la de la capilla del monasterio franciscano de Salzburgo, actualmente en el Liebieghaus, en Fráncfort del Meno. En el histórico Monasterio de Santa Agnes, en Praga, se conserva la conocida como Madona de Hallstatt, cuya contraparte es la Madona de Bad Aussee en Estiria, estando ambas obras basadas estilísticamente en la Madona de Krumlov. Por su parte, la Madona de Altenmarkt, considerada por la mayoría de expertos como una imagen importada de Praga, constituye un testimonio de las fuertes relaciones entre la Curia de Salzburgo y la Corte de Praga así como del alto nivel de exportaciones de obras de arte de la capital checa.
Debido a su vínvulo con ambos centros artísticos, la ubicación original de la Madona de Krumlov resulta imprecisa. Teniendo en cuenta la elevada calidad artística y la exclusividad del material empleado en su elaboración, los expertos señalan una conexión con el antiguo monasterio minorita de Český Krumlov además de con la iglesia parroquial y la antigua capilla del castillo, estando la ciudad gobernada por la familia Rosenberg cuando se creó la imagen. La relación entre la Madona de Krumlov y el arte de la corte resulta obvia considerando la multitud de esculturas fechadas alrededor de 1400, con la nobleza como principal catalizador de estas obras.

## Galería de imágenes

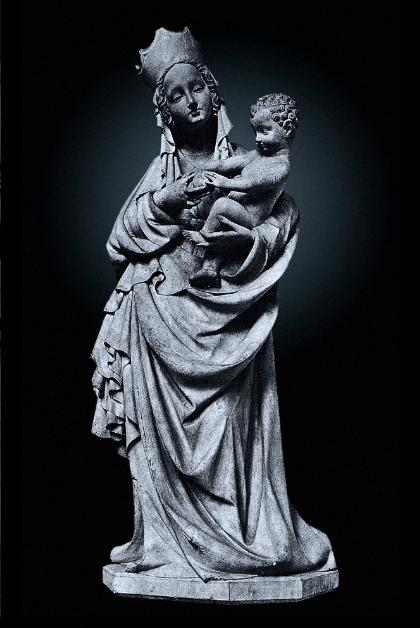
Madona de Toruń.
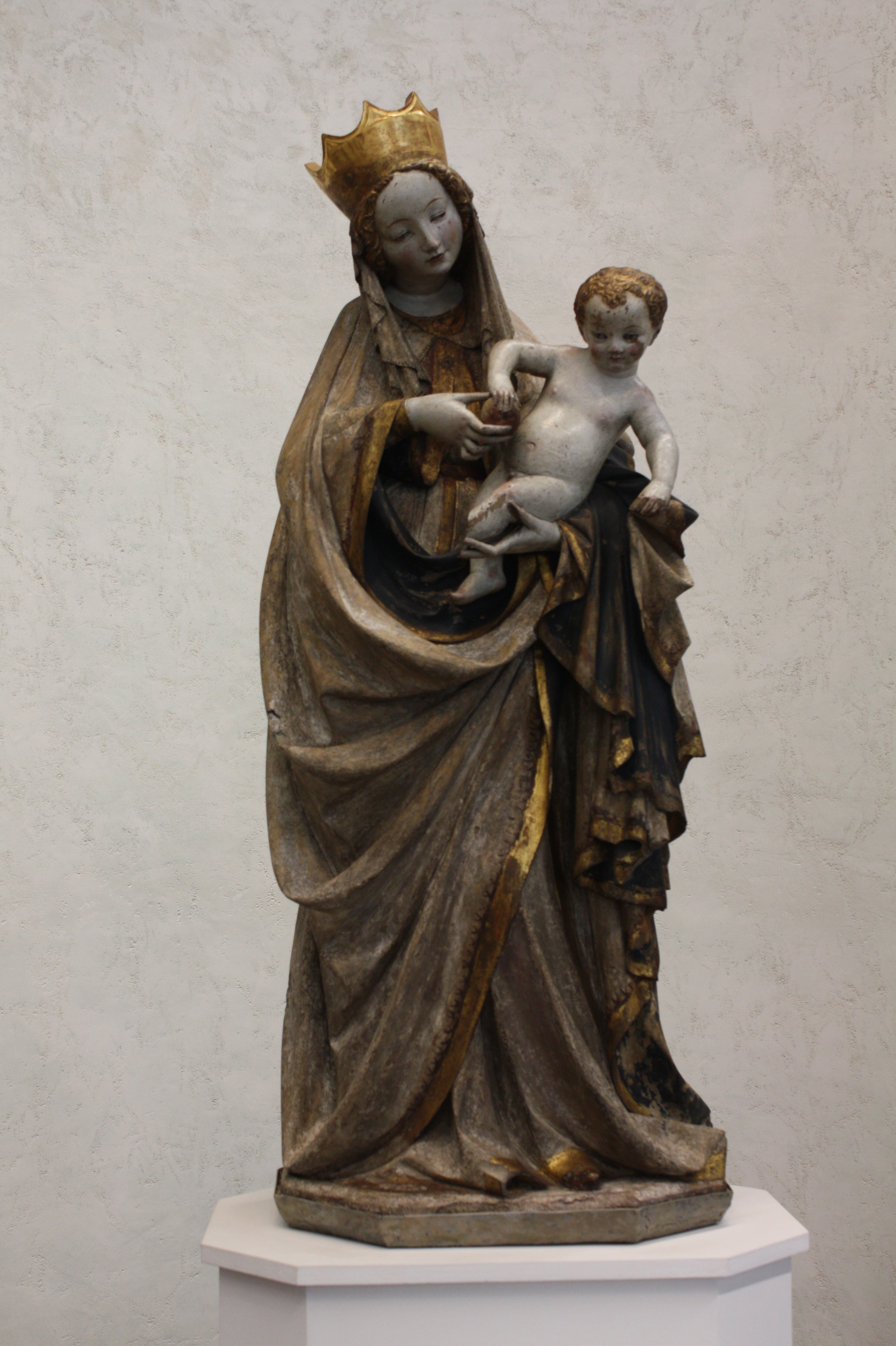
Madona de Breslavia.
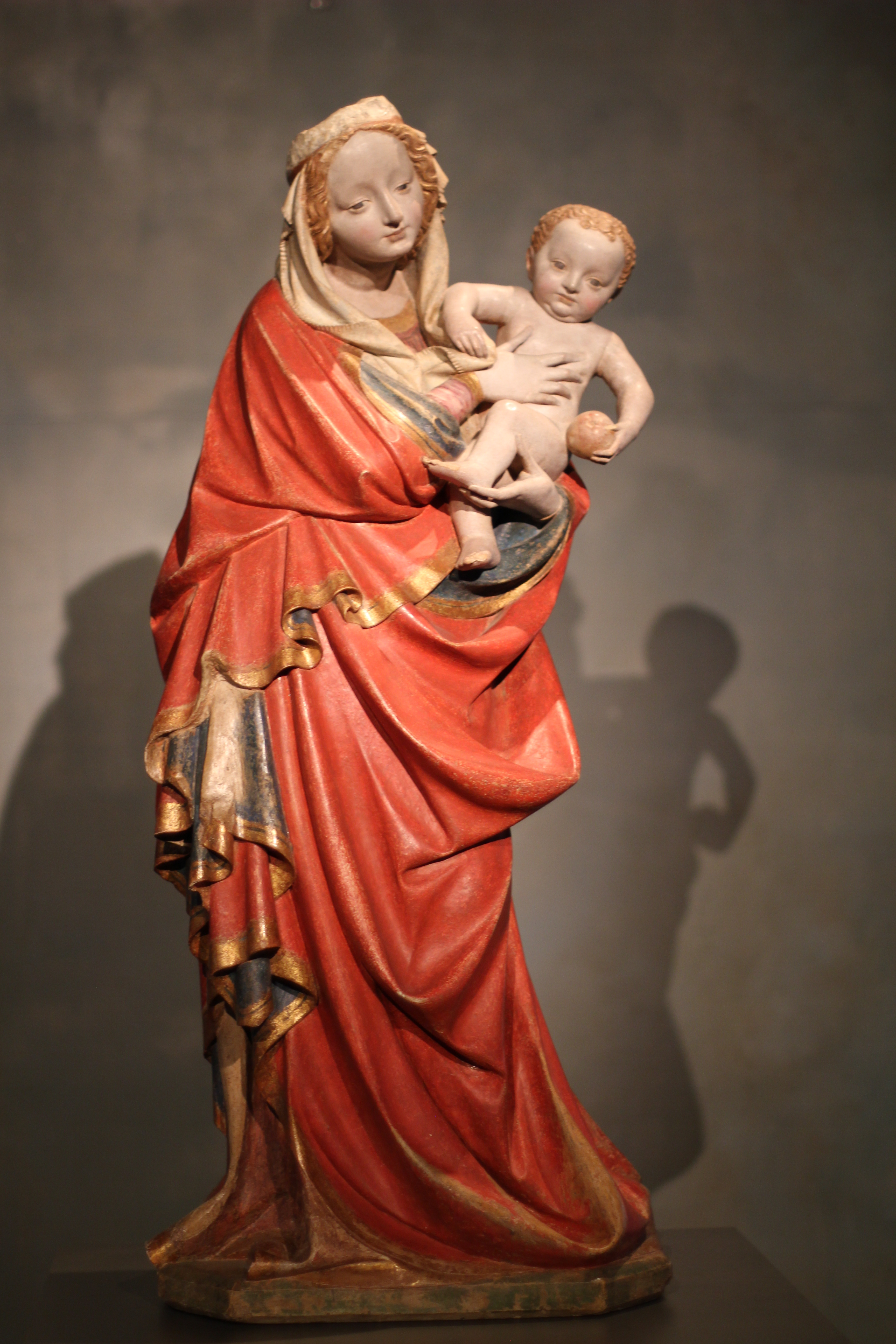
Madona de Sternberg.
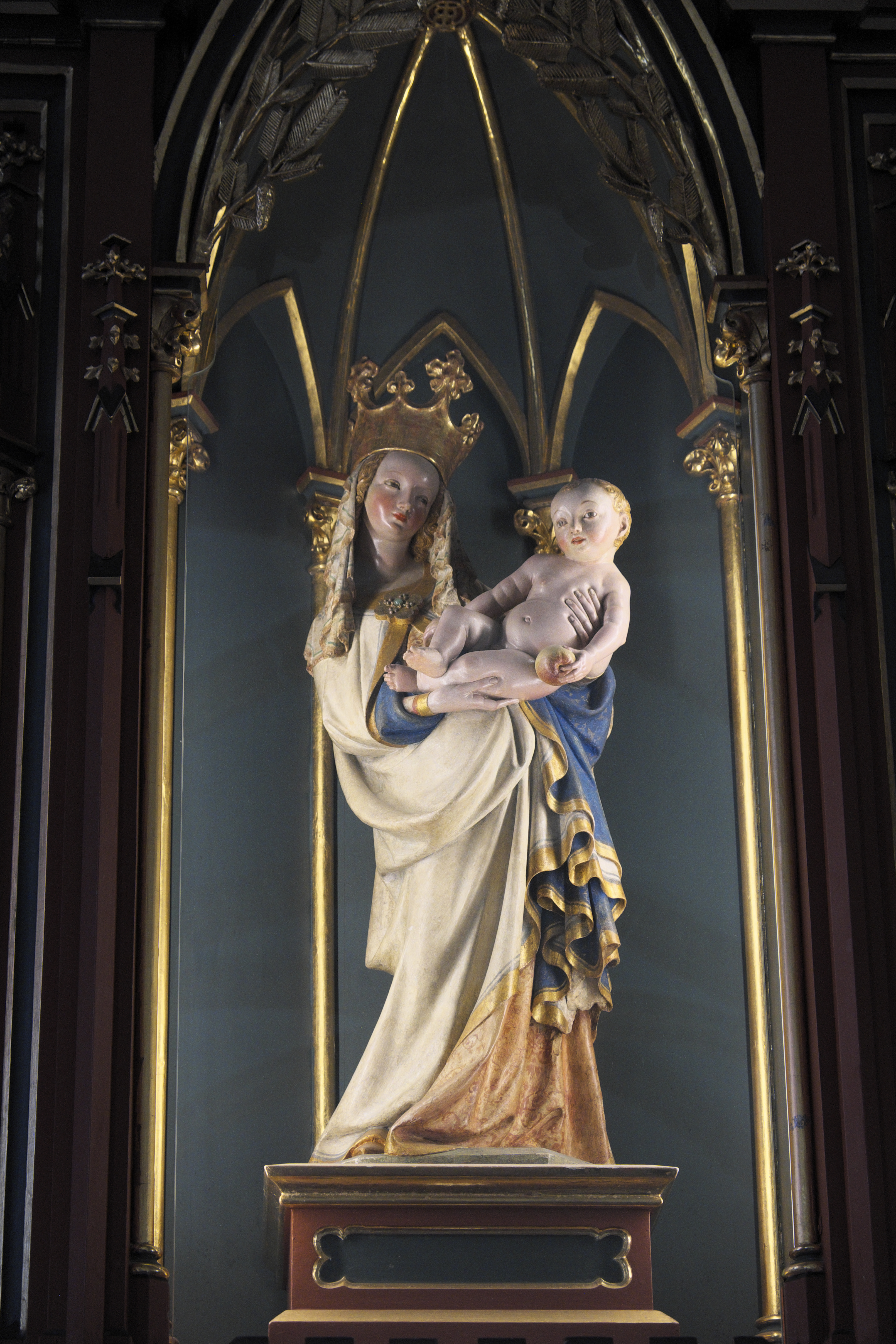
Madona de Altenmarkt.
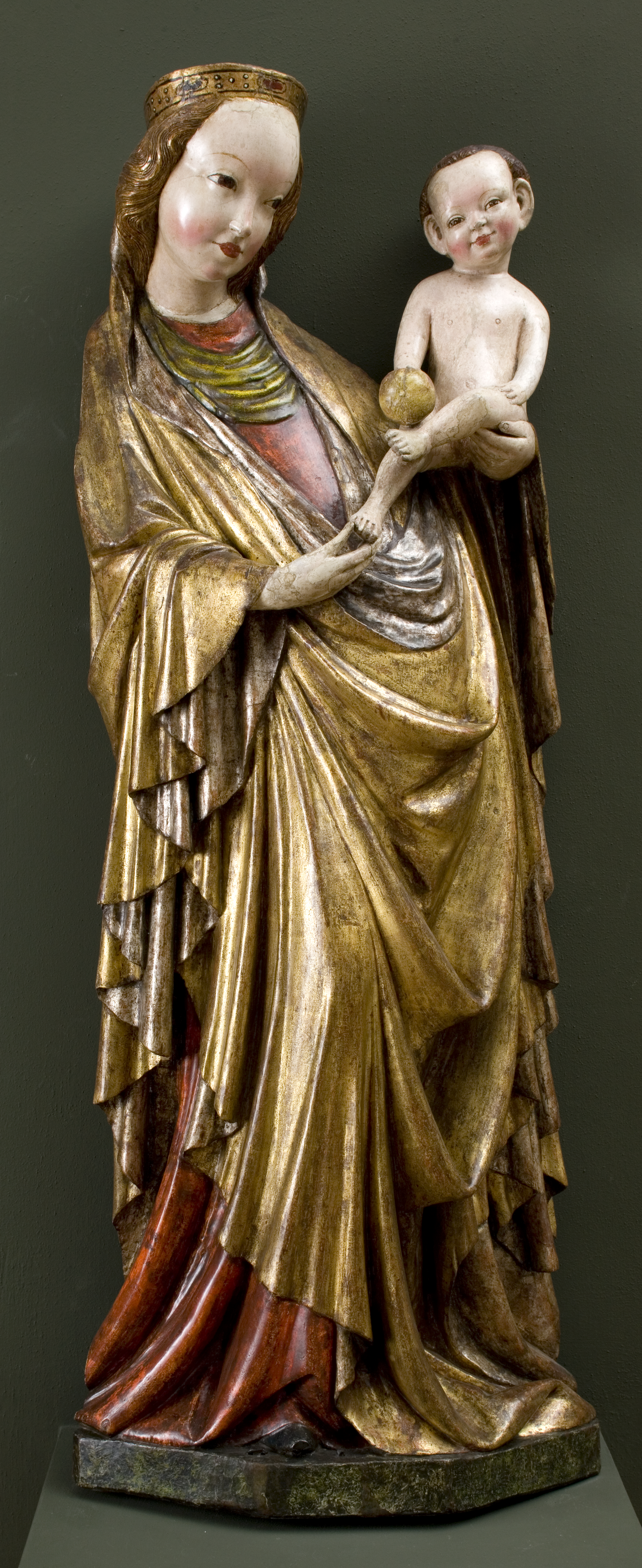
Madona de Krużlowa.
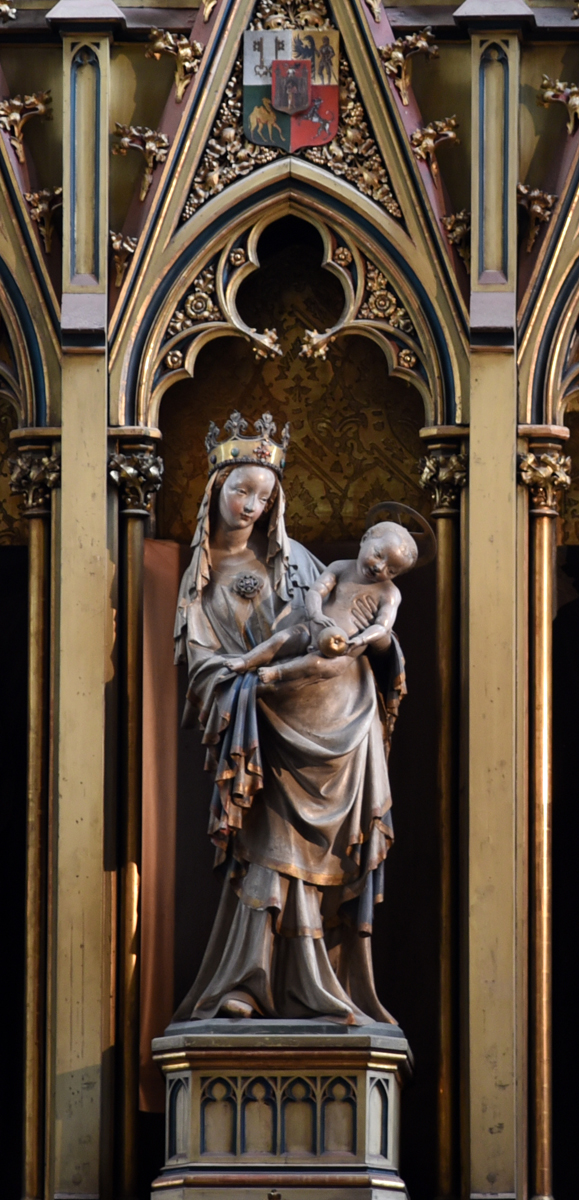
Madona de Pilsen.
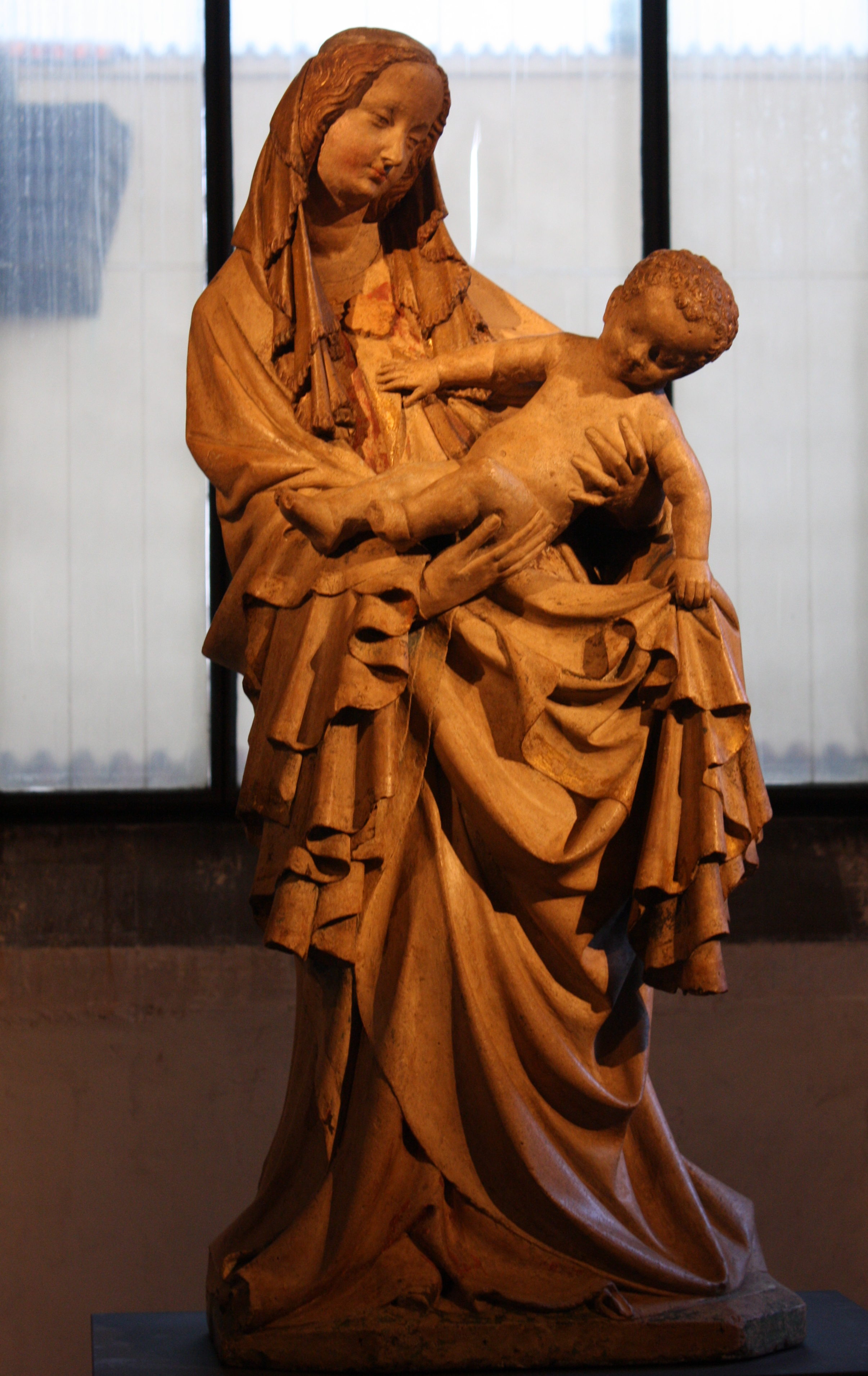
Madona de Hallstatt.
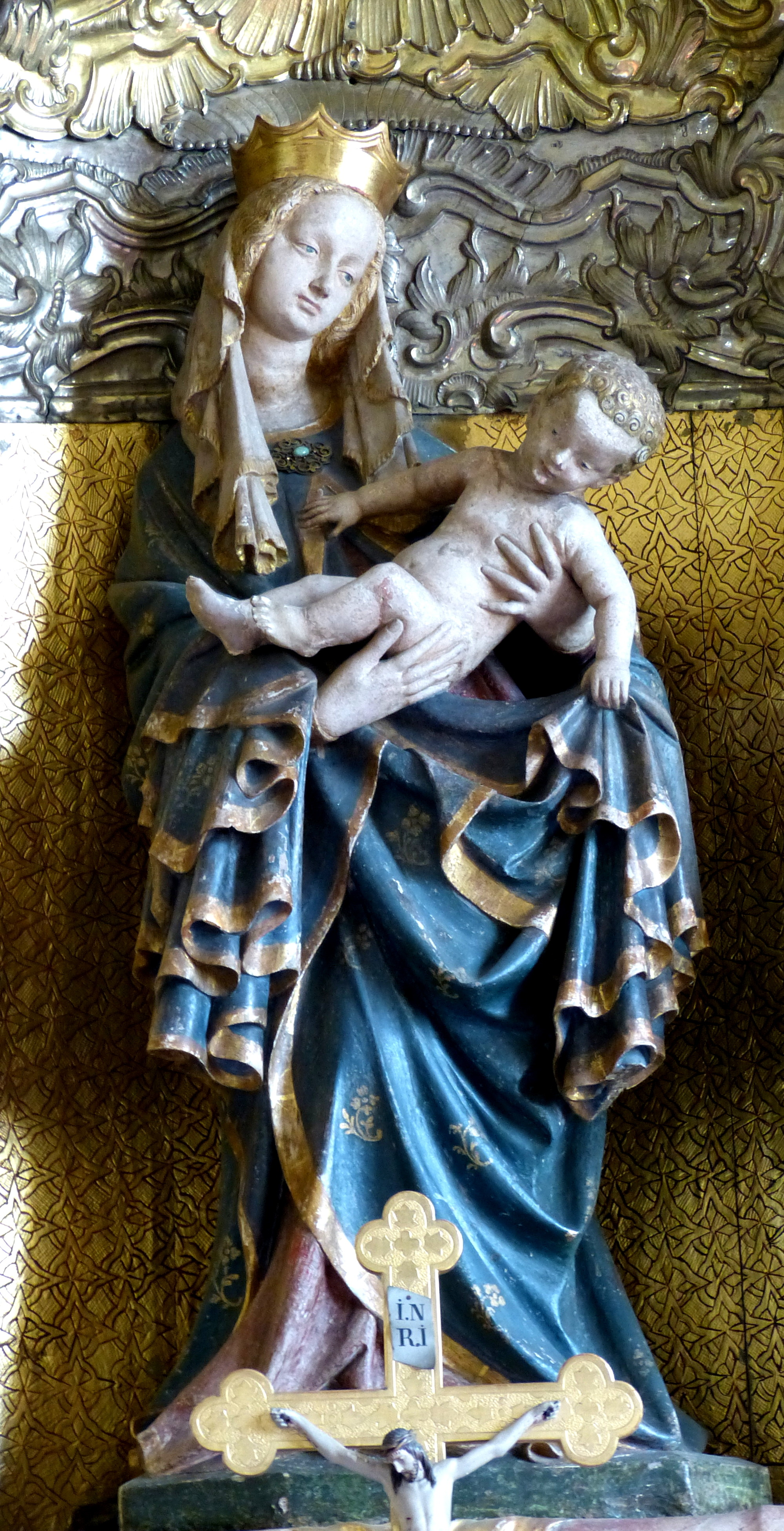
Madona de Bad Aussee.